# Shinya Yamanaka
Shinya Yamanaka (japanska: 山中伸弥,?, Yamanaka Shin'ya), född 4 september 1962 i nuvarande Higashiōsaka kommun i Osaka prefektur, är en japansk läkare och forskare med stamceller som specialitet. Han tilldelades Nobelpriset i fysiologi eller medicin 2012 tillsammans med John Gurdon för upptäckten att mogna celler kan omprogrammeras till pluripotens.
Yamanaka har blivit känd för sin banbrytande forskning på så kallade inducerade pluripotenta stamceller (IPS), stamceller som utvecklats från vanliga kroppsceller. Han har tagit emot flera utmärkelser för sin forskning, bland annat Laskerpriset och tilldelades 2011 Wolfpriset i medicin tillsammans med Rudolf Jaenisch.
Han avlade läkarexamen 1987 vid Kobe universitet och utbildade sig till ortopedkirurg, innan han gick över till grundforskning. Yamanaka doktorerade 1993 i Osaka och var därefter verksam vid Gladstone Institute i San Francisco i USA och Nara Institute of Science and Technology i Nara i Japan. Yamanaka arbetar idag vid Kyoto universitet och vid University of California i San Francisco i USA.